# Simulium johannseni
Simulium johannseni es una especie de insecto del género Simulium, familia Simuliidae, orden Diptera.
Fue descrita científicamente por Hart, 1912.